# کوشک نورآباد
کوشک نورآباد که نام واقعی آن عمارت سردار اسعد بختیاری میباشد مربوط به دوره قاجار است و محل حکمرانی سردار اسعد بختیاری بوده و در شهرستان ایذه، منطقه نورآباد واقع شده و این اثر در تاریخ ۱۱ بهمن ۱۳۷۸ با شمارهٔ ثبت ۲۵۷۰ به‌عنوان یکی از آثار ملی ایران به ثبت رسیده است.